# Club Atlético Boca Juniors (calcio a 5)
Il Club Atlético Boca Juniors, noto semplicemente come Boca Juniors, è una squadra di calcio a 5 argentina con sede a Buenos Aires, sezione calcettistica dell'omonima società polisportiva. Dopo il Pinocho (14), è la squadra che ha vinto il maggior numero di campionati nazionali (12).

## Storia
Il Boca Juniors è l'unica squadra ad aver disputato tutte le edizioni del campionato argentino. Inoltre, è finora l'unica squadra argentina ad aver raggiunto, nel 2014, una finale della Coppa Libertadores, persa tuttavia per 3-2 contro i brasiliani dell'Atlântico. Nel 2019, gli xeneize si sono qualificati per la finale della Coppa Intercontinentale dove sono stati sconfitti ai rigori dal BF Magnus.

## Palmarès
- Campionati argentini: 12

1992, 1993, Clausura 1997, Apertura 1998, Clausura 2003, Clausura 2011, Apertura 2012, Apertura 2013, Clausura 2013, Apertura 2014, Clausura 2014, 2017